# Ларіонов Дмитро Костянтинович
Дмитро Костянтинович Ларіонов (1878–1964) — український радянський біолог, доктор біологічних наук, професор.

## Біографія

Могила Дмитра Ларіонова

Народився у 1878 році. У 1944–1945 роках працював старшим науковим співробітником Ботанічного саду АН УРСР.
Помер у 1964 році. Похований в Києві на Байковому кладовищі (ділянка № 33).